# Transcending Boundaries Conference
A Transcending Boundaries Conference (TBC) foi uma convenção do nordeste americano para bissexuais + outras sexualidades intermediárias, gênero queer, transgênero, intersexo, poliamorosos e outras pessoas que estão fora dos binários estritos, bem como seus familiares, amigos e aliados heterossexuais.

## Histórico
A conferência Transcending Boundaries desenvolveu-se a partir de uma conferência regional co-organizada pela BiNet USA, uma organização nacional para bissexuais nos Estados Unidos. Ao longo da década de 1990, a BiNet USA ajudou ativistas bissexuais a organizar grupos locais; eles também patrocinaram conferências regionais para pessoas bissexuais. A Transcending Boundaries Conference foi desenvolvida a partir de uma conferência facilitada pela BiNet USA para servir os estados norte-americanos de Connecticut, Nova Jersey e Nova Iorque. Esta conferência de área tri-estadual ocorreu em 2000. Os participantes votaram para sediá-la em anos sucessivos, independentemente da BiNet USA, e para sediar a conferência do próximo ano em New Haven, Connecticut.
O novo comitê organizador era composto por três membros fundadores: Lisa Jacobs (Presidente), Alice Leibowitz (Tesoureira) e Vincent Cangiano (Secretário), todos de Connecticut. Eles ampliaram o escopo da conferência de duas maneiras: primeiro, ampliaram o alcance geográfico para incluir todo o Nordeste dos Estados Unidos. Em segundo lugar, esforçaram-se por apelar aos interesses das pessoas transexuais e intersexuais, além da comunidade bissexual/não monossexual. Também renomearam a conferência para Transcending Boundaries, tanto para reflectir esta política como para reconhecer que as principais concepções culturais de sexo e género muitas vezes compartimentam as suas variadas expressões. O comitê foi constituído em 2001 como Transcending Boundaries, Inc., uma organização sem fins lucrativos Connecticut 501(c)(3).

## Conferências
Transcending Boundaries realizou cinco conferências anuais entre 2001 e 2006. Em 2005, eles colaboraram com a Conferência das Américas sobre Bissexualidade. Eles co-organizaram a convenção de 2006 com a divisão do Nordeste dos Estados Unidos da PFLAG.
Transcending Boundaries não sediou conferências em 2007 e 2008, mas foi retomada em 2009, que marcou o primeiro ano em que a conferência adicionou oficialmente pessoas poliamorosas à sua lista de comunidades a servir. O escopo da conferência posteriormente se expandiu para incluir grupos sub-representados como pessoas assexuadas, gênero queer e "excêntricas".
| Número | Ano  | Data     | Cidade        | Estado        | Comparecimento | Notas                                                                                                   |
| ------ | ---- | -------- | ------------- | ------------- | -------------- | --- |
| 1st    | 2001 | Outubro  | New Haven     | Connecticut   | 200            | Co-patrocinado pela LGBT Coop da Universidade Yale.                                                     |
| 2nd    | 2002 | Outubro  | New Britain   | Connecticut   | 125            | Co-patrocinado por CCSU PRIDE da Central Connecticut State University.                                  |
| 3rd    | 2003 | Outubro  | Amherst       | Massachusetts | 175            | Co-patrocinado pela Pride Alliance da Universidade de Massachusetts Amherst.                            |
| 4th    | 2005 | Novembro | East Hartford | Connecticut   | 150            | Realizado em conjunto com a America's Conference on Bisexuality. Palestrante principal: Magdalen Hsu-Li |
| 5th    | 2006 | Outubro  | Worcester     | Massachusetts | 500            | Realizada em conjunto com a Northeast Regional PFLAG Conference.                                        |
| 6th    | 2009 | Novembro | Worcester     | Massachusetts | 200            | Palestrante principal: Tristan Taormino                                                                 |
| 7th    | 2010 | Novembro | Worcester     | Massachusetts | 265            | Palestrante principal: Lee Harrington                                                                   |
| 8th    | 2011 | Novembro | Springfield   | Massachusetts | 315            | Palestrante principal: Kate Bornstein                                                                   |
| 9th    | 2012 | Outubro  | Springfield   | Massachusetts |                | Palestrante principal: Ignacio Rivera                                                                   |
| 10th   | 2014 | Abril    | Hartford      | Connecticut   |                | Palestrante principal: Wintersong Tashlin                                                               |
| 11th   | 2015 | Novembro | Springfield   | Massachusetts |                | Palestrante principal: Faith Cheltenham da BiNet USA                                                    |